# Chiesa dell'Addolorata (Galatina)
La chiesa dell'Addolorata, è una chiesa barocca del centro storico di Galatina. Edificata intorno al 1710, come testimonia l'iscrizione posta sulla facciata, fu voluta dalla Confraternita dell'Addolorata sorta, come nel caso della Confraternita delle anime sante del Purgatorio, in seguito allo scioglimento dell'antica congrega di Santa Caterina da Siena.

## Prospetto
Il prospetto principale è scandito orizzontalmente da una cornice modanata e verticalmente da paraste. 
Nel registro inferiore si aprono due semplici portali architravati e una nicchia, finemente intagliata, posta nel mezzo della facciata, che accoglie la coeva statua dell'Addolorata e reca l'iscrizione latina: ET TVAM IPSIVS ANIMAM PERTRANSIBIT GLADIVS. Il registro superiore è movimentato da volute di raccordo laterali, su cui sono collocati vasi colmi di fiori, e dal fastigio chiuso da un'aggettante cornice posta a sostegno del timpano spezzato.

## Interno
La chiesa presenta un impianto ad aula rettangolare con la volta finemente decorata da stucchi e decorazioni pittoriche. Nella seconda metà del XX secolo è stata in parte modificata la zona della sacrestia sulla sinistra, creando un ambiente della chiesa a cui si accede dal portale aperto su piazza Alighieri.
Di grande interesse è la monumentale macchina dell'altare maggiore in pietra leccese scolpita e intagliata nel 1716. Nella nicchia centrale trova posto la statua lignea dell'Addolorata di probabile scuola napoletana di fine '700, mentre ai lati sono poggiate su plinti le sculture lapidee di otto santi legati alla devozioni della Confraternita: san Filippo Benizi, sant'Antonio da Padova, san Pietro Apostolo, san Paolo Apostolo, san Giovanni evangelista, santa Giuliana Falconieri, san Pietro d'Alcantara e santa Maria Maddalena. 
Alla sommità dell'altare è inserita una tela raffigurante la Crocifissione di Cristo sulla quale primeggia la figura dell'Eterno Padre benedicente. 
Databili alla seconda metà del XVIII secolo sono una serie di dipinti ad arredo della chiesa: quattordici piccole tele con le scene della Via Crucis e sei ovali raffiguranti la Presentazione di Gesù al tempio, la Fuga in Egitto, la Disputa di Gesù fra i dottori, Gesù sulla via del Calvario, la Deposizione dalla croce e la Sepoltura. Al lato dell'Altare, di stessa epoca e provenienza di quella nella nicchia principale, è conservata un'altra statua della Madonna Addolorata, anch'essa lignea, che si portava in processione fino a pochi decenni fa per la festa del 15 settembre. In controfacciata trovano posto l'organo ottocentesco, collocato su un palco poggiante su colonne in pietra leccese riccamente scolpite e decorate.
Inoltre nella chiesa sono conservate le statue della Vergine Desolata e di Cristo morto, usate per la processione del Sabato Santo mattina. Di recente fattura quelle in cartapesta di santa Gemma Galgani e san Gabriele dell'Addolorata.